# Dirk Albert Hooijer
Dirk Albert Hooijer (Medan, Sumatra 30 de mayo de 1919 - Leiden, Holanda 26 de noviembre de 1993) fue un paleontólogo holandés. Nació en Medan, Sumatra; pero pasó su juventud en Bogor, Java. En 1932, su familia se trasladó a La Haya; donde terminó su educación secundaria en la escuela Dalton Den Haag en 1937. Posteriormente, estudió geología en la Universidad de Leiden. En 1941 se incorporó al Museo Nacional de Historia Natural de Leiden, donde se interesó especialmente por los fósiles de rinocerontes e hipopótamos; llegando a convertirse en curador de la Colección Dubois en 1946. Ese mismo año fue promovido a profesor por Hilbrand Boschma con su disertación «Rinocerontes prehistóricos y fósiles del archipiélago malayo y la India». De 1950 a 1951 obtuvo una Beca Rockefeller y trabajó en el Museo Americano de Historia Natural de la ciudad de Nueva York. Desde 1970 hasta su jubilación en 1979 fue profesor en la Universidad de California en Irvine. Hooijer estaba casado y tenía dos hijas y un hijo. Murió en Leiden, Holanda.
Hooijer publicó 267 artículos científicos sobre fósiles de vertebrados de Indonesia, África, el Oriente Próximo (especialmente Israel), los Países Bajos, las Antillas y América del Sur. Muchos de estos trabajos estaban dedicados a los fósiles de rinocerontes, gatos, cerdos, roedores y primates. Describió seis nuevos géneros, entre ellos Celebochoerus, Chilotheridium, Epileptobos, Paradiceros, Paulocnus y Spelaeomys y 47 nuevas especies y subespecies, entre ellas Babyrousa bolabatuensis, Elephas celebensis y la rata de Flores.